# Jean-François Steiert
Jean-François Steiert, né le 7 février 1961 à Berne (originaire de Rickenbach), est une personnalité politique suisse, membre du Parti socialiste.
Jean-François Steiert est le petit-fils de l'ancien chancelier d'État René Binz et le frère aîné du syndic de Fribourg Thierry Steiert.

## Biographie
Jean-François Steiert naît le 7 février 1961 à Berne. Il est originaire de Rickenbach, dans le canton de Thurgovie. Il a deux frères cadets : Thierry Steiert, syndic de Fribourg depuis 2016, et Laurent Steiert, chef suppléant de la section cinéma à l'Office fédéral de la culture. Son père, Wolfang, est médecin de famille et sa mère, née Sébastienne Binz, est professeur de piano. Son grand-père maternel, René Binz, membre du Parti conservateur chrétien-social, est chancelier de l'État de Fribourg de 1933 à 1969. Il est bilingue français-allemand,.
Il fait sa scolarité primaire en allemand et la secondaire en français. Après avoir obtenu une maturité gymnasiale de type scientifique en 1978 au Collège Saint-Michel, il fait des études d'histoire à l'Université de Fribourg. Il décroche sa licence en 1989, tout en collaborant en parallèle à divers journaux et publications. Il crée par ailleurs une imprimerie et une société de production d'énergie hydraulique dans le canton de Saint-Gall. Il occupe à partir de 1992 un poste de collaborateur scientifique auprès du Centre de compétence sur le plurilinguisme à Berne.
Dans les années 1990, il est successivement porte-parole, puis secrétaire général du Parti socialiste suisse. Entre 2000 et 2002, il est collaborateur personnel de Francine Jeanprêtre, alors directrice du département de la formation et de la jeunesse du canton de Vaud puis, depuis 2002, délégué aux affaires intercantonales de ce même département. Le 1er juin 2005, il est élu président de la Conférence des secrétaires généraux de la Conférence intercantonale de l'instruction publique de la Suisse romande et du Tessin[réf. nécessaire].
Il est en couple avec Manon Delisle, responsable du développement durable au canton de Fribourg de juin 2009,, à décembre 2016, et père de deux filles. Il est de confession catholique et vit à Fribourg.

## Parcours politique
Il est membre du Conseil général (législatif) de Fribourg d'avril 1990 à janvier 2002, puis du Grand Conseil du canton de Fribourg jusqu'en décembre 2007.
À la suite du décès de Liliane Chappuis le 25 juin 2007, il est élu au Conseil national comme représentant du canton de Fribourg, puis réélu en octobre 2007, en octobre 2011 et en octobre 2015, avec le meilleur résultat de l'ensemble des candidats pour cette dernière réélection. Il siège brièvement à la Commission des affaires juridiques (CAJ), puis à partir de décembre 2007 à la Commission de la science, de l'éducation et de la culture (CSEC) et, au surplus à partir de décembre 2011, à la Commission de la sécurité sociale et de la santé publique (CSSS).
Il échoue de peu en 2013 à succéder à la démocrate-chrétienne Isabelle Chassot au Conseil d'État du canton de Fribourg, terminant avec 31 352 voix à 562 voix seulement du démocrate-chrétien Jean-Pierre Siggen.
En novembre 2016, il est élu au Conseil d'État fribourgeois. Il prend la tête de la Direction de l’aménagement, de l’environnement et des constructions. À la suite de cette élection, il quitte le Conseil national le 26 février 2017. Sa manière de diriger son département, qualifiée d'autoritaire et de stakhanoviste, donne lieu à un audit en 2019.
Il préside le Conseil d'État en 2021.
Arrivé en première position au premier tour de l'élection du Conseil d'État du 7 novembre 2021, il est réélu au second tour le 28 novembre 2021. Il termine en septième position, juste devant sa colistière non élue Valérie Piller Carrard.

### Positionnement politique
Spécialiste des questions sociales, de santé ou de formation, il est qualifié de socialiste à tendance centriste.

### Autres mandats
Il est notamment président pendant huit ans de l'association Pro Velo Suisse.